# Mimesis, дело Ериха Ауербаха
Предмет књиге Мимесис је тумачење стварности у књижевном приказивању или „подражавању“ у западној књижевности. Књига се састоји из двадесет независних студија које се баве текстовима из временског периода од преко три миленијума. Представља историју реализма од Хомера до Џемса Џојса и Вирџиније Вулф, засновану на стилистичким анализама појединих одломака.
Ауербах је термин мимесис преузео од Платона, код којег је употреба овог термина ограничена на уметност. Мимесис као естетска категорија преузета из грчке филозофије означава подражавање, репродукцију и односи се на реализам у ширем значењу те речи. Његово схватање појма мимесис ближе је Аристотеловом тумачењу као подражавање бићу ствари. 
Ауербах је значење појма реализам веома проширио. Реализам код њега није више појам књижевне историје већ поетике, важећи за сва времена. Мимесис је иманентна особина књижевности. Преко стилске анализе одабраних текстова показао је како се схватање о подражавању односно реалности мењало кроз време. У поље испитивања реализма уводи и Џемса Џојса и Вирџинију Вулф чиме се приближио схватањима француског марксистичког мислиоца Рожеа Гародија о „реализму без обала“. 
По Ауербаху Хомеров и старозаветни реализам конститутивно су утицали на европску презентацију стварности. Оба ова стила, Хомеров и старозаветни, представљају тачку од које креће у испитивању како је стварност приказивана у западној књижевности. 
Рене Велек је истакао значај дела Мимесис Ериха Ауербаха, које заједно са делом Ернеста Роберта Курцијуса „Европска књижевност и латинско средњовековље“ доказује јединство западне цивилизације потекло на наслеђу класичне старине и средњовековног хришћанства.